# Zelengora
Zelengora är en bergskedja i Dinariska alperna, belägen i Sutjeska nationalpark i Bosnien och Hercegovina.

## Robotskapad information
Den ligger i entiteten Republika Srpska, i den sydöstra delen av landet, 60 km söder om huvudstaden Sarajevo. Arean är 160 kvadratkilometer.
Trakten runt Zelengora består till största delen av jordbruksmark. Runt Zelengora är det ganska tätbefolkat, med 67 invånare per kvadratkilometer.